# Мерліно (Краснинський район)
Мерліно (рос. Мерлино) — село в Краснинському районі Смоленської області Росії. Адміністративний центр Мерлінського сільського поселення.
Населення — 319 осіб (2007).

## Розташування
Розташоване в західній частині області за 11 км на північний схід від районного центру, смт Красний, за 1 км від автомобільної дороги Р 135 Смоленськ — Красний — Гусіно.

## Історія
Станом на 1885 рік у колишньому власницькому селі, центрі Мерлінської волості Краснинського повіту Смоленської губернії, мешкало 140 осіб, налічувалось 21 дворове господарство, існували православна церква, школа, водяний млин, відбувалось 2 ярмарки на рік.
За переписом 1897 року кількість мешканців зросла до 583 осіб (291 чоловічої статі та 292 — жіночої), з яких 521 — православної віри.